# Den Uafhængige Politiklagemyndighed
Den Uafhængige Politiklagemyndighed (ofte blot Politiklagemyndigheden  eller forkortet DUP) er en selvstændig dansk myndighed, der behandler klager over politiet og efterforsker straffesager mod politipersonale i uafhængighed af både politiet og anklagemyndigheden. Politiklagemyndigheden ledes af Politiklagerådet og en direktør. Sekretariatet er beliggende i Aarhus.

## Historie
Den Uafhængige Politiklagemyndighed blev etableret som følge af en ændring af retsplejeloven, der blev vedtaget af Folketinget den 6. april 2010 og trådte i kraft 1. januar 2012. Siden 1. januar 2021 har myndighedens kompetence også omfattet politiet på Færøerne, og den blev siden udvidet til at omfatte Grønlands Politi fra 1. januar 2023.

## Organisation
Politiklagerådet er myndighedens øverste ledelse. 
Rådet har en landsdommer som formand og består desuden af en advokat, en universitetslærer i retsvidenskab, en teknisk ekspert og to repræsentanter for offentligheden.
Rådets medlemmer beskikkes af justitsministeren for fire år ad gangen og kan genbeskikkes en enkelt gang. 
Den daglige ledelse af Politiklagemyndigheden varetages af direktøren efter anvisninger fra Politiklagerådet. Politiklagemyndigheden består desuden af en række jurister og efterforskere, som typisk har en fortid i politiet.
Politiklagerådet og direktøren står desuden for ledelsen af Det Uafhængige Tilsyn med Bevismidler (også kaldet Bevismiddeltilsynet), der blev oprettet som selvstændig myndighed den 1. januar 2022.

## Funktion
Politiklagemyndigheden behandler klager over og efterforsker straffesager mod personale i politiet og anklagemyndigheden, herunder personale, der varetager politimæssige opgaver eller opgaver relateret til retshåndhævelse og strafforfølgning. Politiklagemyndigheden træffer afgørelse i klagesagen, og klagesagen kan ikke indbringes for anden administrativ myndighed.
Når Politiklagemyndigheden foretager en efterforskning, har myndigheden samme beføjelser som politiet. Politiklagemyndigheden er ikke i besiddelse af magtmidler, men kan anmode om bistand fra Rigspolitiet, hvis en given aktion forventes at kræve dem. Rigspolitiet kan også yde bistand til eksempelvis sikring af fingeraftryk og tekniske undersøgelser. Politiklagemyndigheden kan selvstændigt lave indgreb i meddelelseshemmeligheden, herunder ved aflytning, teleobservation og indhentning af kaldsdata.

### Sagskategorier
Politiklagemyndigheden modtager alle typer af klager over politiet, men sagsgangen varierer afhængigt af kategori. Sager inddeles overordnet i fire kategorier:
- adfærdssager (herunder notitsbehandling)
- dispositionssager
- straffesager
- og udrykningssager.

Adfærds-, straffe- og udrykningssager efterforskes af Politiklagemyndigheden, mens dispositionssager undersøges og behandles af den lokale politidirektør. 
I adfærdssager kan der udtales kritik af de indklagede, og Rigspolitiet kan følge op med disciplinære sanktioner. Notitsbehandling kan foretages i mindre alvorlige adfærdssager ved at sagen afsluttes med en uformel samtale mellem klager og en overordnet i den lokale politikreds. 
Dispositionssager drejer sig om politifaglige beslutninger, såsom uberettiget anholdelse eller visitation. 
I straffesager indstiller Politiklagemyndigheden til Statsadvokaten, om der skal rejses tiltale, og afgørelsen er herefter alene Statsadvokatens.
Når en borger er kommet alvorligt til skade eller afgået ved døden i politiets varetægt eller som følge af politiets indgriben, indleder Politiklagemyndigheden omgående en udrykningssag, typisk efter at være blevet kontakt af den pågældende politikreds. Herefter overtager Politiklagemyndighedens efterforskere sagen. Når efterforskningen er afsluttet, sender Politiklagemyndigheden en redegørelse til Statsadvokaten.

## Statistik
Ud af de 1903 adfærdssager, som Politiklagemyndigheden behandlede i årene 2012-2017, udtalte myndigheden kritik af konkrete politifolk i 130 sager, hvilket svarer til 6,8 % af sagerne. Ud af de 2414 straffesager, som myndigheden behandlede i samme periode, vurderede den et tiltalegrundlag i 74 af sagerne, svarende til 3%.

## Kendte sager

### Tibetsagen
Tibetsagen drejer sig om politiets håndtering af demonstrationer mod Kinas politik i Tibet foretaget under det kinesiske statsbesøg i Danmark i 2012. I september 2015 indledte Politiklagemyndigheden en efterforskning af sagen for at afklare, hvorvidt personale i Københavns Politi havde begået strafbare forhold, herunder ved at afgive urigtige oplysninger og ved tjenestemisbrug eller -forsømmelse i øvrigt. Efter yderligere anmeldelser rejste Politiklagemyndigheden sigtelse mod to politiledere for at have afgivet falsk forklaring i retten i en sag om ulovlig frihedsberøvelse under statsbesøget. Den 1. maj 2018 rejste Statsadvokaten tiltale mod de to politiledere, men anmodede i juni 2018 Politiklagemyndigheden om at genoptage efterforskningen grundet nye oplysninger. Pr. marts 2023 afventede sagen hovedforhandlingen i retten.

## Debat

### Lav medholdsprocent
En tilbagevendende kritik af Politiklagemyndigheden er, at der kun i en meget lille andel af adfærdsklagesagerne udtales kritik af politiet, og at dette tyder på, at klagesystemet ikke fungerer optimalt.
Den lave medholdsprocent har ledt flere advokater til at fraråde deres klienter at klage til myndigheden, især hvis klienten ikke på forhånd har klare beviser.
Politiforbundets formand, Heino Kegel, mener omvendt, at det høje antal klager og den lave medholdsprocent i stedet kan tilskrives, at mange klager bliver indgivet med det formål at chikanere politiet.
Kegel har desuden udtalt, at ingen af hans medlemmer bruger magtmidler unødigt.
Justitsminister Peter Hummelgaard (S) udtalte i oktober 2023, at han ikke umiddelbart så noget problem med den lave medholdsprocent, og at han generelt har tillid til både politiet og klagesystemet.

### Forslag om mægling
Politiforskere har foreslået, at systemet ændres til at have et større fokus på mægling frem for at placere et individuelt ansvar. Udvalget til det lovforslag, der førte til etableringen af Politiklagemyndigheden, foreslog i sin betænkning også en sådan mulighed. På baggrund af betænkningen begyndte Politiklagemyndigheden allerede i 2012 at undersøge muligheden for en forsøgsordning, men efter udfordringer ved en høringsrunde i 2014 blev det ikke til noget. Dette skyldtes blandt andet manglende opbakning fra Politiforbundet, idet nye oplysninger fremkommet under mægling efter gældende regler ville kunne bruges imod de deltagende betjente, hvis klager viser sig at være utilfreds med mæglingen.

### Dispositionsklager behandles af politiet
I forbindelse med etableringen af Politiklagemyndigheden mente udvalget bag forslaget, at det ville være for ressourcekrævende for den at behandle klager over politiets dispositioner.
Dispositionsklager, der årligt typisk udgør mere end halvdelen af klager over politiet, behandles i stedet udelukkende af politiet selv.
Dette har udløst kritik fra flere advokater, der mener, at en stor del af klagesystemet dermed ikke er uafhængigt af politiet.
Daværende politidirektør i Rigspolitiet, Svend Larsen, udtalte i 2018, at han opfattede systemet som fornuftigt. Som følge af kritikken begyndte Rigspolitiet årligt at offentliggøre statistik over dispositionsklagerne i 2019, men stoppede igen i 2022 efter tre årsrapporter.
Flere advokater kritiserede beslutningen om at droppe oversigterne, da det dermed ikke længere er muligt at følge udviklingen i dispositionsklager.
I november 2023 fremsatte Socialistisk Folkeparti (SF) et beslutningsforslag om, at Politiklagemyndigheden også bør behandle dispositionsklager.

### Medarbejdernes baggrund i politiet
Det har gennem mange år været diskuteret blandt forsvarsadvokater, hvorvidt Politiklagemyndigheden har de rette medarbejdere. Konkret har advokaterne kritiseret myndigheden for at nøle med afhøringer og sikring af beviser samt for ikke at undersøge sagerne effektivt, hvilket ifølge kritikerne kan hænge sammen med, at mange medarbejdere i myndigheden tidligere har været ansat i politiet eller anklagemyndigheden. Kritikken fik i 2022 Institut for Menneskerettigheder til at indlede en undersøgelse af Politiklagemyndighedens uafhængighed.

### Langsom sagsbehandling
Siden myndighedens etablering har betjente og Politiforbundet flere gange givet udtryk for, at sagsbehandlingstiden er for langsom.
I 2021 fik Politiklagemyndigheden kritik for langsom sagsbehandling i en sag, hvor fire ud af fem anklagepunkter mod en betjent nåede at blive forældede, inden sagen kom frem til Statsadvokaten efter at have været mere end et år undervejs. Juridisk professor på Aarhus Universitet Bettina Lemann Kristiansen beskrev sagen som meget kedelig for myndigheden og tilføjede, at sådan en fejl ikke burde kunne ske. Politiklagemyndigheden beklagede forløbet.

#### Videnskabelige artikler
- Holmberg, Lars (2018). "Uafhængighed gør det ikke alene – en evaluering af Den Uafhængige Politiklagemyndighed". Nordisk Tidsskrift for Kriminalvidenskab. 105: 216-239. ISSN 0029-1528.

#### Årsberetninger
- Bevismiddeltilsynet (2023). "Årsberetning 2022" (PDF). Arkiveret (PDF) fra originalen 17. oktober 2023. Hentet 17. oktober 2023.{{cite web}}:  CS1-vedligeholdelse: ref gentaget (link)
- Politiklagemyndigheden (2023). "Årsberetning 2022" (PDF). Arkiveret (PDF) fra originalen 13. oktober 2023. Hentet 17. oktober 2023.
- Politiklagemyndigheden (2021). "Årsberetning 2020" (PDF). Arkiveret (PDF) fra originalen 18. oktober 2023. Hentet 17. oktober 2023.
- Politiklagemyndigheden (2019). "Årsberetning 2018" (PDF). Arkiveret (PDF) fra originalen 10. juni 2023. Hentet 17. oktober 2023.
- Politiklagemyndigheden (2017). "Årsbertning 2016" (PDF). Arkiveret (PDF) fra originalen 10. juni 2023. Hentet 17. oktober 2023.
- Politiklagemyndigheden (2015). "Årsberetning 2014" (PDF). Arkiveret (PDF) fra originalen 10. juni 2023. Hentet 17. oktober 2023.
- Politiklagemyndigheden (2014). "Årsberetning 2013" (PDF). Arkiveret (PDF) fra originalen 10. juni 2023. Hentet 17. oktober 2023.
- Politiklagemyndigheden (2013). "Årsberetning 2012" (PDF). Arkiveret (PDF) fra originalen 10. juni 2023. Hentet 17. oktober 2023.